# Cyrtopholis schmidti
Cyrtopholis schmidti är en spindelart som beskrevs av Rudloff 1996. Cyrtopholis schmidti ingår i släktet Cyrtopholis och familjen fågelspindlar. Inga underarter finns listade i Catalogue of Life.